# Lola (Vorname)
Der weibliche Vorname Lola ist im Deutschen die Kurzform von Carola oder Aloisia, im Spanischen und Englischen von Dolores.

## Herkunft und Bedeutung
Im deutschen Sprachraum wird der Name Lola oft mit der Hauptfigur des Actionthrillers Lola rennt von Tom Tykwer (* 1965) mit Franka Potente in der Hauptrolle assoziiert. Die Statuette des Deutschen Filmpreises, der 1999 erstmals für die Kategorie bester Film an Lola rennt vergeben wurde, ist nach dessen Hauptfigur benannt.
Des Weiteren erinnert der Name an die berühmte und für das 19. Jahrhundert welterfahrene irische Tänzerin Lola Montez, die Geliebte von König Ludwig I. von Bayern.
In der Gegenwart ist die Modedesignerin Lola Paltinger (* 1972) im deutschen Raum eine der bekanntesten Namensträgerinnen.

## Verbreitung
In Deutschland belegte im Jahr 2006 der Vorname Lola Rang 36 der offiziellen Vornamencharts. In Frankreich schaffte er es 2010 auf Rang 6. Der Vorname hat hohe Beliebtheit in Großbritannien, Neuseeland, Australien, den USA, Belgien, Frankreich und Spanien und wird zudem gerne im asiatischen Raum, vor allem in Usbekistan und dem Irak, vergeben.

## Bekannte Namensträgerinnen
- Lola Albright (1924–2017), US-amerikanische Schauspielerin und Sängerin
- Lola Astanova (* 1982), usbekisch-US-amerikanische Pianistin
- Lola Bach (≈1900–?), deutsche Nackt-Tänzerin der 1920er Jahre
- Lola Beltrán (1932–1996), eigentl. María Lucila Beltrán Ruiz, mexikanische Sängerin und Schauspielerin
- Lola Braccini (1889–1969), italienische Schauspielerin
- Lola Créton (* 1993), französische Schauspielerin
- Lola Cueto (1897–1978), mexikanische Kunstmalerin, Grafikerin, Puppenherstellerin und -spielerin
- Lola Dueñas (* 1971), spanische Schauspielerin
- Lola Flores (1923–1995), eigentl. María Dolores Flores Ruiz, spanische Sängerin, Flamenco-Tänzerin und Schauspielerin
- Lola Glaudini (* 1971), US-amerikanische Schauspielerin
- Lola Humm-Sernau (1895–1990), deutsche Übersetzerin, Sekretärin von Lion Feuchtwanger
- Lola Karimova (* 1978), usbekische Politikerin, Diplomatin und Unternehmerin
- Lola Kirke (* 1990), britisch-amerikanische Schauspielerin
- Lola Landau (1892–1990), eigentl. Leonore Landau, deutsche Schriftstellerin jüdischer Herkunft
- Lola Le Lann (* 1996), französische Schauspielerin
- Lola Liefers (* 2008), deutsche Schauspielerin
- Lola Mitchell (1979–2023), US-amerikanische Rapperin, bekannt als Gangsta Boo
- Lola Montez (1821–1861), eigentl. Elizabeth Rosanna Gilbert, irische Tänzerin, Geliebte König Ludwigs I. von Bayern
- Lola Müthel (1919–2011), deutsche Schauspielerin
- Lola Paltinger (* 1972), deutsche Modedesignerin, „Trachtenmode-Königin“
- Lola Rodríguez de Tió (1843–1924), eigentl. Dolores Rodríguez de Astudillo y Ponce de León, puerto-ricanische Dichterin
- Lola Weippert (* 1996), deutsche Moderatorin

### Fiktive Namensträger
- Lola, Hauptfigur aus der Kinderbuchreihe Hier kommt Lola! von Isabel Abedi
- Lola Loud, Schwester von Lincoln Loud in der Zeichentrickserie Willkommen bei den Louds
- Lola, Hauptfigur aus dem französischen Film LOL (Laughing Out Loud)
- Lola, Hauptfigur aus dem Film Lola rennt von Tom Tykwer
- Lola, Figur aus dem Film Der blaue Engel von Josef von Sternberg
- Lola, die im gleichnamigen Song der Band The Kinks besungene Transfrau